# Officium
Officium es un término político-jurídico utilizado por los romanos para designar al conjunto de personas adscritas a un magistrado, gobernador, administrador o general para poder desempeñar correctamente su función.
Dado que Roma nunca dispuso de un aparato burocrático-administrativo equiparable al de los estados contemporáneos, el officium de los diferentes cargos políticos y administrativos fue siempre muy reducido, y una parte de él, siguiendo una tradición que se inicia bajo la República, estaba formado por amigos personales del que desempeñaba el cargo -Cohors amicorum- y por miembros de su propia familia, esclavos, libertos y clientes, por lo que era normal la confusión entre lo privado y los público, lo que ocurría desde el más humilde magistrado de una minúscula ciudad provincial hasta el propio emperador.
Los puestos que dentro del officium eran pagados por las finanzas públicas eran pocos, y se reducían a algunos oficinistas -scribae- y pregoneros -praecones-, y muchas veces, especialmente en los cargos administrativos de la administración imperial, como gobernadores de provincias o procuradores financieros, se completaban con soldados de las unidades destinadas en la demarcación o en las limítrofes, particularmente de las legiones, que proveían de escoltas y policías -Beneficiarii consularis- y burócratas especializados.
Solo durante el Bajo Imperio, el aparato burocrático del estado romano se incrementó con la creación de numerosos puestos, tal y como informa la Notitia Dignitatum, aunque con una eficiencia muy limitada.